# Ед Мітчелл (веслувальник)
Ед Мітчелл (англ. Edward Paul "Ed" Mitchell, Jr.; 23 липня 1901 — 25 червня 1970) — американський академічний веслувальник.
Бронзовий призер Олімпійських Ігор 1924 року в складі розпашної четвірки зі стерновим.